# Patrice Désilets
Patrice Désilets, né le 9 mai 1974 à Saint-Jean-sur-Richelieu est un créateur de jeu vidéo québécois, notamment connu pour son travail chez Ubisoft sur les jeux Prince of Persia : Les Sables du temps et comme directeur créatif à l'origine de la série à succès Assassin's Creed. En 2014, il fonde le studio Panache Digital Games à Montréal.

## Biographie
Patrice Désilets est le fils de Jacques Désilets, mathématicien et ancien directeur général du Cégep de Sainte-Foy, et de Luce de Bellefeuille, directrice générale du Secrétariat à l'adoption internationale.
À l'âge de cinq ans, le jeune Patrice apprend l'informatique, en utilisant l'ordinateur Apple 2 de son père.
Scolarisé au Collège Édouard-Montpetit, à Longueuil, il y pratiquait l'improvisation et le théâtre, discipline qu'il prend aujourd'hui comme référence pour les jeux vidéo. Il a ensuite étudié à l'Université de Montréal, où il s'est spécialisé dans le cinéma. 
Quelque temps après, Ubisoft s'implante à Montréal et Patrice Désilets pose sa candidature pour rejoindre le nouveau studio de développement. Il entre dans l'entreprise le 2 juillet 1997 et est alors le premier employé de Ubisoft Montréal. Il office comme directeur créatif sur plusieurs jeux, puis à la suite d'un désaccord créatif, il quitte Ubisoft en juin 2010. 
Il est ensuite approché par THQ pour y créer un tout nouveau jeu et il rejoint donc le studio de THQ Montréal au mois de juin 2011. Avec une équipe d'une cinquantaine de personnes, il développe alors l'idée du jeu 1666 Amsterdam. Dès le 19 décembre 2012, THQ se déclare en faillite comme le lui permet la loi américaine et, le 23 janvier 2013, THQ Montréal est racheté par Ubisoft. 
Ne pouvant s'entendre sur les termes de son contrat, Patrice est ensuite licencié par Ubisoft en mai 2013 et, le 14 décembre 2014, il fonde un nouveau studio de jeux vidéo, Panache Digital Games, dans son quartier, à Montréal. Il y travaille avec son équipe au développement d'un nouveau projet sur le thème de l'Histoire, Ancestors: The Humankind Odyssey, qui sera édité par Take 2 via son label Private Division. Le jeu sera sorti sur PC le 27 août 2019 via l'Epic Games Store et le 6 décembre 2019 sur consoles.
Après une bataille juridique, Patrice et Ubisoft s'entendent hors cour et Patrice reprend alors les droits créatifs de son jeu 1666 Amsterdam.

## Ludographie
Patrice Désilets a travaillé sur plusieurs projets, au sein des équipes d'Ubisoft : 
- Hype: The Time Quest, 1999
- Donald Couac Attack !, 2000
- Prince of Persia : les Sables du temps, 2003 et Prince of Persia : Special Edition, 2003
- Tom Clancy's Rainbow Six 3: Raven Shield, 2003
- Assassin's Creed, 2007 et Assassin's Creed (Director's Cut Edition), 2008
- Assassin's Creed II, 2009
- Assassin's Creed Brotherhood, 2010
- Ancestors: The Humankind Odyssey, 2019